# 畔上楳仙
畔上 楳仙（あぜがみ ばいせん、1825年8月28日（文政8年7月15日） - 1901年（明治34年）12月27日）は、日本の曹洞宗の僧侶。大本山總持寺独住2世貫首、曹洞宗第三代管長。旧姓清水。号は大岡。諡号は法雲普蓋禅師。

## 来歴
1825年（文政8年）、信濃国高井郡夜間瀬村（現・長野県下高井郡山ノ内町）生まれ、幼名は亀蔵。7歳で得度（出家）し、江戸・駒込の栴檀林に学ぶ。信濃・松代の長国寺覚巌、相模国（神奈川県）早川・海蔵寺月潭らに参じる。信濃の興隆寺、大林寺、長国寺、上野国前橋の竜海院、相模の最乗寺（1874年（明治7年）、独住第一世）などに歴住。1880年（明治13年）、総持寺独住2世貫首。翌1881年、曹洞宗管長。滝谷琢宗とともに『曹洞教会修証義』を編み、近代教化の基本を定めた。1883年より永平寺貫主と一年交代で管長職を務める。1889年、明治天皇より法雲普蓋禪師の称を賜る。1901年（明治34年）東京・小石川茗荷谷の林泉寺に退き、12月27日に入寂。
著書に『坐禅用心記落草談』『十種疑問落草談』『信心銘拈提落草談』などがある。